# Derde Slag van Dagorlad
De Derde Slag van Dagorlad vond plaats toen een federatie van Oosterlingen, de Wagenrijders, in het jaar 1944 van de Derde Era plots Gondor binnenvielen. Calimehtars zoon Ondoher trok tegen hen ten strijde en werd vergezeld door zijn oudste zoon Artamir. Het leger van Gondor stelde zich op in drie vleugels. De linkervleugel werd aangevoerd door prins Adrahil van Dol Amroth, de rechtervleugel door generaal Minohtar en het centrum werd door koning Ondoher zelf aangevoerd. Uiteindelijk draaide de slag uit op een grote nederlaag voor Gondor en alle bevelhebbers waaronder de koning en zijn zoon kwamen om. Men wist niet dat Faramir, de jongste zoon van Ondoher, tegen de wet in in het geheim had meegevochten. Zijn lichaam werd ook op het slagveld gevonden en Gondor raakte in een zware constitutionele crisis. De invasie van de Wagenrijders werd vergezeld door een invasie van de Haradrim in het zuiden. De generaal van Gondors zuidelijke legers, Eärnil, versloeg hen en wist de feestvierende Oosterlingen te verrassen in de Slag van het Kamp. Hij werd uiteindelijk door Pelendur, de Stadhouder van Gondor, tot koning verheven.

## Locatie
Het woord Dagorlad is Sindarijns voor slagveld en is sinds de Eerste Slag van Dagorlad de naam van de vlakte waarop verschillende veldslagen werden uitgevochten. Naast de eerste en deze slag werd in de Derde Era ook de Tweede Slag van Dagorlad hier uitgevochten.